# Pausa/Vogtl.
Pausa/Vogtl. ist ein Ortsteil und der Hauptort der Stadt Pausa-Mühltroff im Vogtlandkreis in Sachsen. Die frühere Stadt Pausa/Vogtl. (Pausa/Vogtland) benannte sich nach der Eingliederung des Nachbarstädtchens Mühltroff zum 1. Januar 2013 in Pausa-Mühltroff um. Pausa/Vogtl. wirbt touristisch damit, am Mittelpunkt der Erde zu liegen. Dies geht zurück auf einen Eintrag in der Stadtchronik, danach liegt Pausa im geografischen Mittelpunkt des alten Vogtlands. Am 1. März 2011 wurde der Ortsteil Oberreichenau als Gemeindeteil gestrichen. Er wird seitdem zum Hauptort Pausa/Vogtl. gezählt.
Zwischen 1952 und 1992 gehörte Pausa/Vogtl. wie seine späteren Ortsteile Ebersgrün, Linda, Oberreichenau, Ranspach, Unterreichenau und Wallengrün zum Kreis Zeulenroda im Bezirk Gera bzw. ab 1990 im Freistaat Thüringen. Durch einen Staatsvertrag kamen sie am 1. April 1992 zum sächsischen Landkreis Plauen.

## Geographie

### Geographische Lage und Verkehr

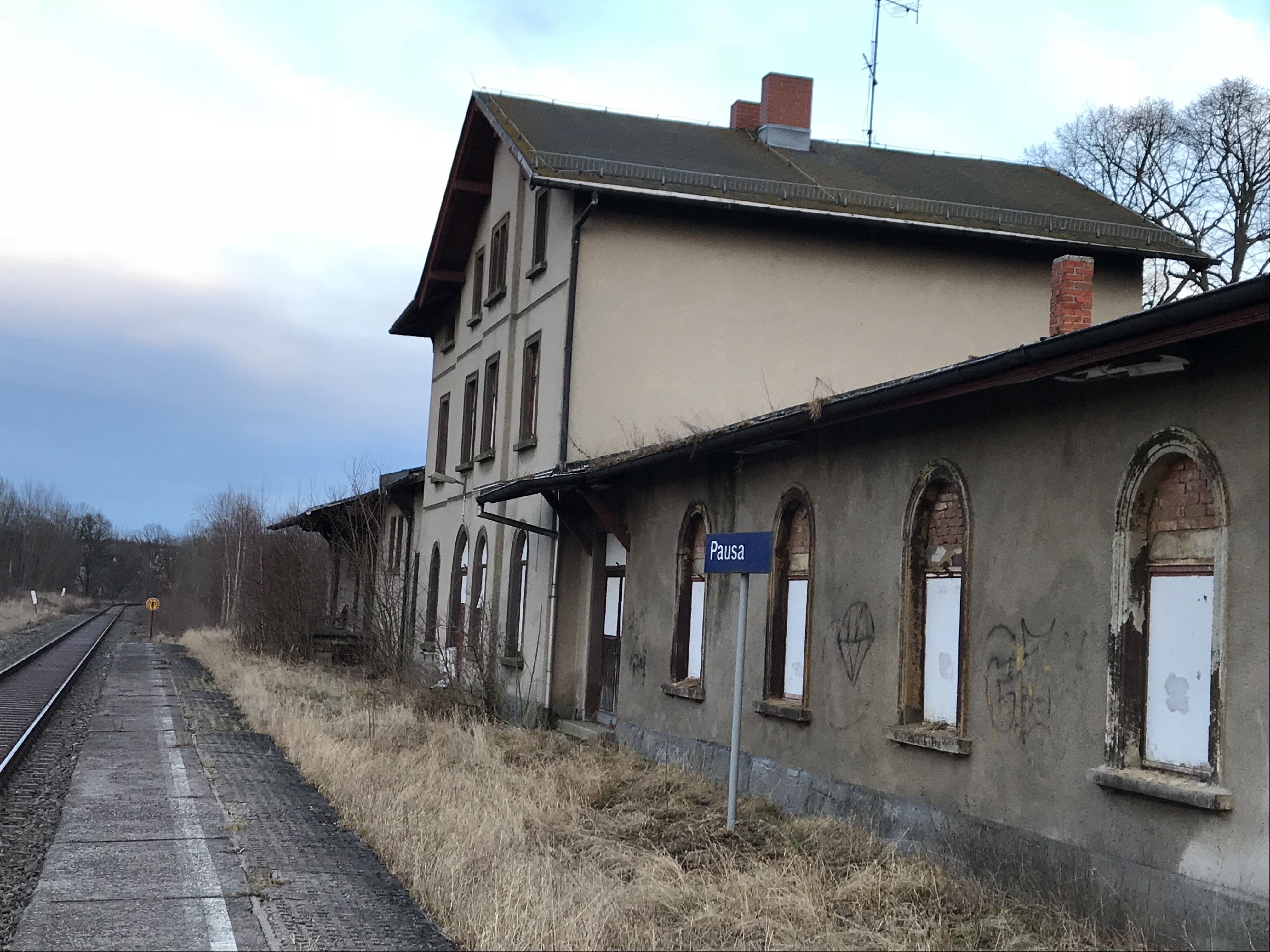
Bahnhof Pausa, Empfangsgebäude (2018)

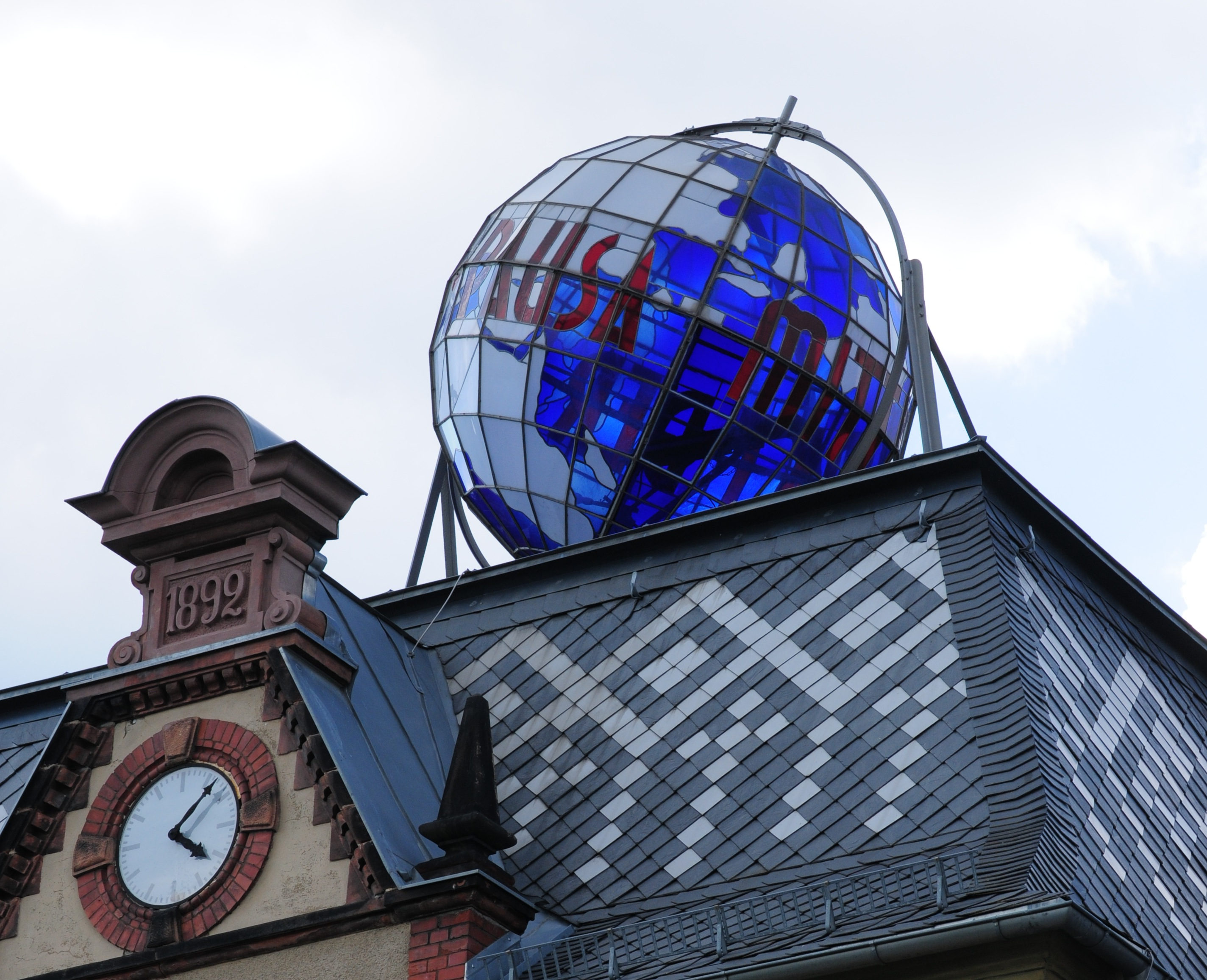
Globus auf dem Rathaus in Pausa

Pausa, der Hauptort der Stadt Pausa-Mühltroff, befindet sich im östlichen Teil des Stadtgebiets. Die Stadt liegt auf einer Höhe von ungefähr 450 Meter über NN in einem Talkessel am Fluss Weida am westlichen Rand des Freistaates Sachsen. Im Südwesten des Orts geht die Bebauung nahtlos in Oberreichenau über. Die südöstliche Gemarkungsgrenze von Pausa ist zugleich Landesgrenze zu Thüringen.
In Pausa befindet sich nach Angaben in historischen Quellen der geographische Mittelpunkt des Vogtlands. Der Ort liegt heute im äußersten Nordwesten des Vogtlandkreises und im sächsischen Teil des historischen Vogtlands. Im Norden, Westen und im Osten grenzt das Stadtgebiet, eingemeindete Ortsteile mitgerechnet, an das thüringische Vogtland. Bezüglich des Naturraums gehört Pausa zum Südostthüringer Schiefergebirge (Naturraum Vogtland).
Die Staatsstraße 316 erschließt die Ortslage Pausa/Vogtl. verkehrsmäßig. Die Stadt wird im Nordosten von der Bahnstrecke Werdau–Mehltheuer tangiert. Die dort verkehrende Erfurter Bahn, die ansonsten jede noch betriebene Station an der Strecke bedient, hält jedoch seit einigen Jahren nicht mehr am einstigen Pausaer Bahnhof.
Pausa wird von den TaktBus-Linien 41 und 42 des Verkehrsverbunds Vogtland bedient. Beide beginnen in Zeulenroda und bilden zusammen bis Pausa einen Stundentakt. Die Linie 41 verkehrt ab Pausa zweistündlich nach Mühltroff und über Schönberg nach Mehltheuer weiter, die Linie 42 direkt über Mehltheuer nach Plauen. Außerdem verbindet die RufBus-Linie 43 Pausa mit den umliegenden Orten.

### Nachbarorte
Pausa/Vogtl. grenzt an vier weitere Ortsteile der Stadt Pausa-Mühltroff, den Ortsteil Unterpirk der Gemeinde Rosenbach/Vogtl. und einen Ortsteil der Stadt Zeulenroda-Triebes im thüringischen Landkreis Greiz.
| Unterreichenau |                                             | Ebersgrün             |
|                | Kompassrose, die auf Nachbargemeinden zeigt |                       |
| Linda          | Oberreichenau, Unterpirk                    | Bernsgrün (Thüringen) |

## Geschichte

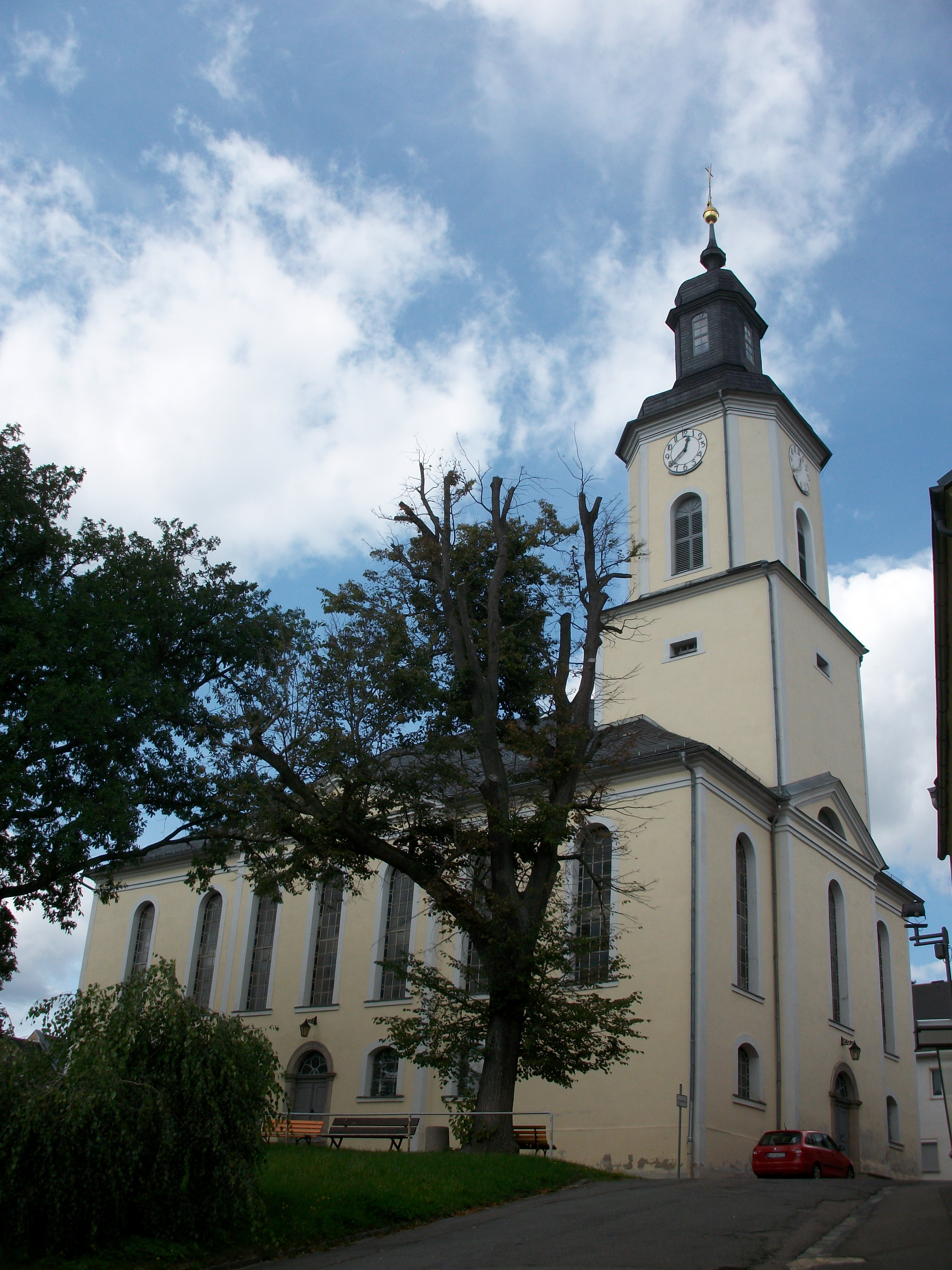
Evangelische Stadtkirche St. Michaelis Pausa

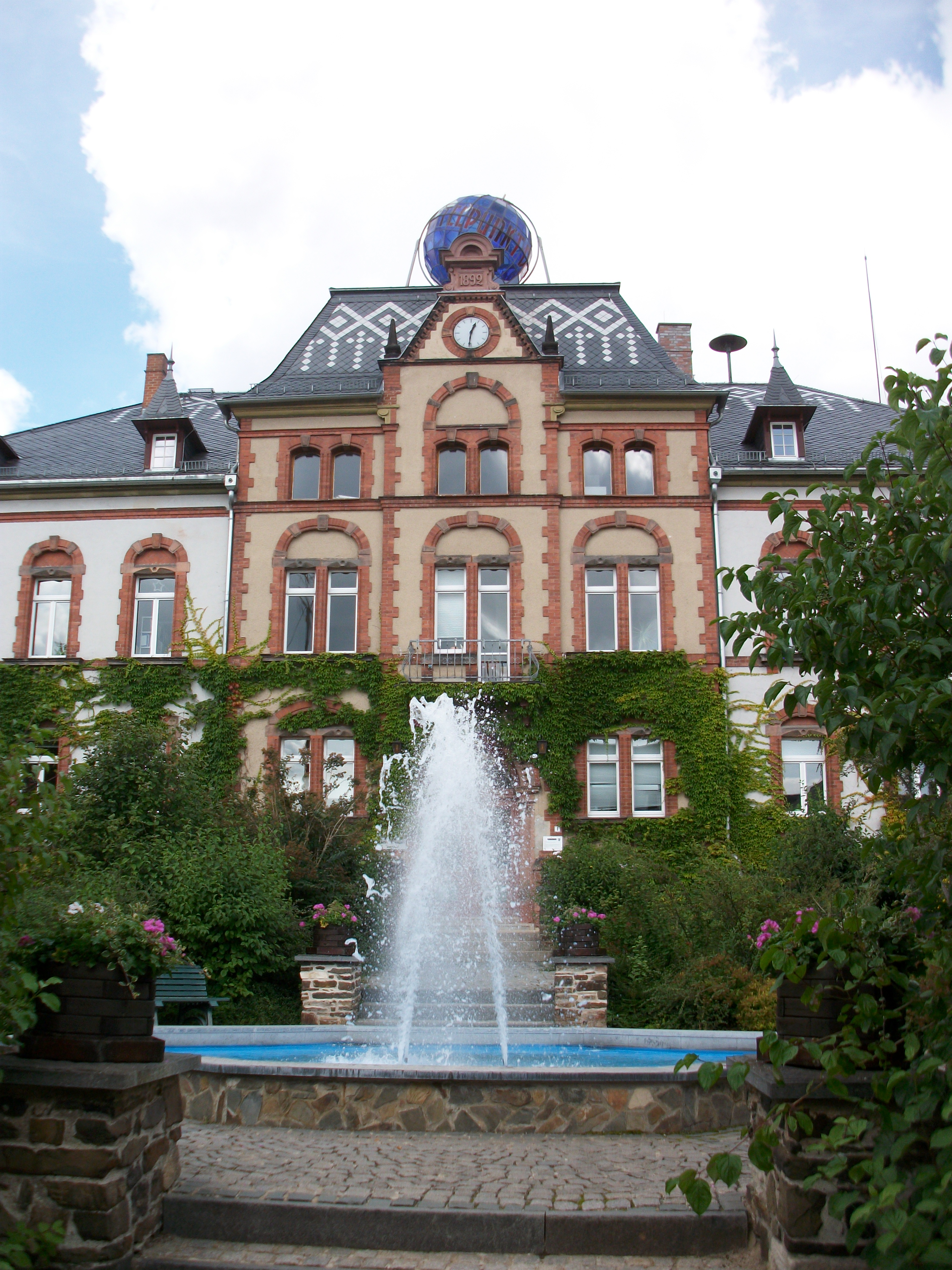
Rathaus Pausa mit Springbrunnen

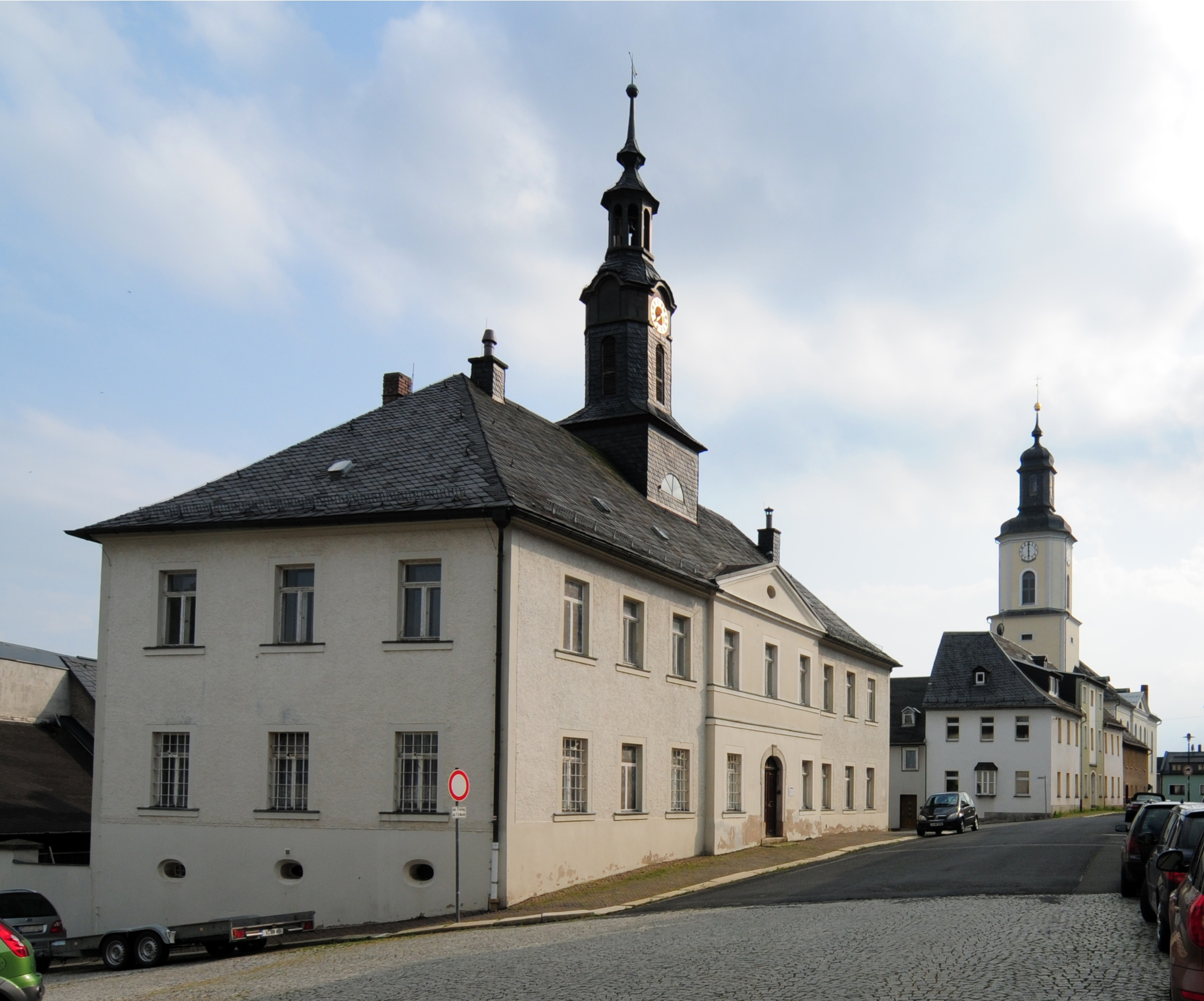
Amtsgericht Pausa

Vermutlich im 6./7. Jahrhundert siedelten sich slawische Stämme in der Umgebung an.
Die erste urkundliche Erwähnung des Dorfes als Pussen datiert von 1263 in einer Urkunde über einen Kauf zwischen dem Deutschherren-Ordenshaus Plauen und dem Kloster Mildenfurth bei Weida (heute Ortsteil von Wünschendorf/Elster). Die erste urkundliche Erwähnung als Stadt war 1393, die ältesten Stadtstatuten stammen aus dem Jahr 1449. Der Rat der Stadt übte die Grundherrschaft über die Stadt aus. Nichts deutet mehr darauf hin, dass in Pausa kurz nach der Ersterwähnung der Stadt, eine Amtsmühle gestanden hat. Seit 1571 ist die Stadtmauer urkundlich nachweisbar. Die Entwicklung von einem reinen landwirtschaftlich geprägten Gebiet zu industriellem Gewerbe begann im 17. Jahrhundert. Vom 18. Jahrhundert an prägten Textilbetriebe (Stickerei, Weberei, Strumpfwirkerei) das Stadtbild. Eine Besonderheit in Pausa war im ersten Drittel des 19. Jahrhunderts die Herstellung von Schiffsflaggen.
Pausa war Sitz des kleinen vogtländischen Amts Pausa, welches nach 1764 meist mit dem kursächsischen bzw. königlich-sächsischen Amt Plauen gemeinsam genannt wurde. Im Jahr 1856 wurde Pausa Sitz des Gerichtsamts Pausa, bis es 1875 der Amtshauptmannschaft Plauen angegliedert wurde. Am 15. November 1883 wurde der Abschnitt Mehltheuer–Weida der Bahnstrecke Werdau–Mehltheuer eröffnet, an der Pausa eine Bahnstation erhielt. In der Folge wurden etliche Fabriken gebaut, die die Industrialisierung fortschreiten und Pausa zu einem prosperierenden Industriestädtchen werden ließen.
Durch die zweite Kreisreform in der DDR wurde die bisher sächsische Stadt Pausa/Vogtl. gemeinsam mit seinen ebenfalls bisher sächsischen Nachbarorten Ebersgrün, Linda, Oberreichenau, Ranspach, Unterreichenau und Wallengrün im Jahr 1952 dem Kreis Zeulenroda im Bezirk Gera angegliedert. Die Eingemeindung von Oberreichenau erfolgte am 1. Juli 1961 und von Linda am 1. Januar 1974.
Während der Zeit der DDR gab es in Pausa eine ganze Reihe Betriebe von überregionaler Bedeutung, beispielsweise
- VEB Pametall (Alleinhersteller von Aluminiumgeschirr),
- VEB Miederwerk (Produzent von Miederwaren wie BHs, Hüfthalter; Export zu den Versandhäusern Neckermann und Quelle),
- VEB Dekostoffe Mülsen, Werk Pausa (Stoffservietten),
- VEB Drahtweberei Pausa (Herstellung von Streckmetall für die Grenzzäune der DDR und von grobmaschigen Industriesieben),
- VEB Wäscheunion Elsterberg Werk A Pausa (Bettwäsche; Export zu den Versandhäusern Neckermann und Quelle),
- VEB Rotpunkt Gummiwarenfabrik (Arbeits- und OP-Handschuhe aus Gummi) und
- VEB Elektroinstallation Pausa (Elektro-Sicherungen/Schmelzeinsätze aus Hartporzellan).

Darüber hinaus gab es noch  zahlreiche kleinere Industriebetriebe. Alle zusammen machten Pausa zu einer Industriestadt mit einer weit höheren Bedeutung, als es die Größe der Stadt vermuten ließ. Im Gefolge der Wiedervereinigung kam es zu einem weitgehenden Niedergang der Pausaer Industrie. Nur wenige Betriebe überlebten, wurden privatisiert und erfreuen sich einer positiven Entwicklung. Durch Abwanderung sank die Bevölkerungszahl erheblich, was nur durch Eingemeindungen ausgeglichen wurde.
Pausa und seine 1952 ebenfalls dem Kreis Zeulenroda zugeordneten einst sächsischen Nachbarorte gehörten ab 1990 zunächst zum thüringischen Landkreis Zeulenroda. Auf Grundlage des Staatsvertrages zwischen Thüringen und Sachsen wechselten die Stadt Pausa/Vogtl. (mit Oberreichenau und Linda) und die Gemeinden Ebersgrün, Ranspach und Unterreichenau (mit Wallengrün) gemeinsam mit den Orten Mühltroff, Langenbach und Thierbach (bisher Landkreis Schleiz) am 1. April 1992 zum sächsischen Landkreis Plauen. Lediglich bezüglich der Postleitzahl gehören die Orte bis heute zum „thüringischen“ Postleitzahlengebiet „07“.
Nachdem am 1. April 1993 Unterreichenau mit seinem Ortsteil Wallengrün nach Pausa eingemeindet wurde, folgten am 1. Januar 1994 die Orte Ebersgrün, Ranspach und Thierbach. Durch die Eingliederung der Nachbarorte wurde Pausa zu einem Unterzentrum. Am 1. März 2011 wurden Oberreichenau und Bad Linda als Gemeindeteile gestrichen.
Am 10. Januar 2000 wurde eine Verwaltungsgemeinschaft zwischen der Stadt Pausa und der sechs Kilometer westlich gelegenen Stadt Mühltroff mit dem Namen Verwaltungsgemeinschaft Pausa gebildet. Zum 1. Januar 2013 wurde die Verwaltungsgemeinschaft aufgelöst und die Stadt Mühltroff in die Stadt Pausa eingegliedert, welche sich dadurch in Pausa-Mühltroff umbenannte.

### Sport
- Der 1909 gegründete Ringerverein Pausa ist sehr erfolgreich. Von 1932 bis 1939 trug die Stadt den Titel „Ringerhochburg“.[16]  Mit dem Ringerverein ASV Plauen besteht seit mehreren Jahren eine Wettkampfgemeinschaft aus zwei Männermannschaften (Saison 2009/2010: Oberliga Sachsen und 2. Bundesliga Nord) sowie einer Jugendmannschaft in der Jugendliga Mitteldeutschland. Für seine Nachwuchsarbeit wurde der Verein 2008 mit dem Grünen Band des Deutschen Olympischen Sportbundes (DOSB) ausgezeichnet.
- Pausa hat ein gut ausgebautes Wanderwegenetz von etwa 85 Kilometer Länge.
- Freizeitanlage Freibad Pausa am Butterberg. In der Nacht vom 28. zum 29. Oktober 2007 brannte das Restaurant des Bades durch Brandstiftung bis auf die Grundmauern nieder. Es entstand ein Schaden von etwa 700.000 Euro. Mittlerweile ist das Gebäude wieder aufgebaut, die Gaststätte wieder geöffnet.
- Jedes Jahr findet in Pausa ein achtstündiges Trabantrennen statt.

## Persönlichkeiten

### Söhne und Töchter des Stadtteils Pausa/Vogtl.
- Friedrich Fischer (1815–1874), Webermeister und Politiker
- Maximilian Hermann Frotscher (1816–1899), Lehrer, evangelisch-lutherischer Pfarrer und Autor
- Gustav Morgenstern (1867–1947), Skandinavist, Journalist und Übersetzer
- Albert Olzscha (1872–nach 1938), Architekt und Baumeister
- Arthur Köster (1890–1965), Architekturfotograf
- Arthur Dietzsch (1901–1974), Funktionshäftling und als Kapo verantwortlicher Häftlingspfleger im Block 46 des KZ Buchenwald
- Arthur Hugo Göpfert (1902–1986), Politiker (NSDAP)
- Rudi Högner (1907–1995), Industriedesigner, Medailleur und einer der Begründer des Technischen Designs
- Konrad Siebach (1912–1995), Kontrabassist und Kontrabass-Lehrer
- Siegfried Matthes (1913–1999), Mineraloge und Petrologe
- Hannes Baldauf (1938–2015), Fußballspieler und -trainer
- Joachim Posselt (* 1944), Fußballspieler, der in der DDR-Oberliga für den FC Karl-Marx-Stadt spielte

### Persönlichkeiten, die mit Pausa in Verbindung stehen
- Carl Benjamin Dietrich (1791–1864), evangelischer Pfarrer und Chronist, war von 1824 bis 1832 Diakon in Pausa

## Sonstiges

### Mittelpunkt der Erde

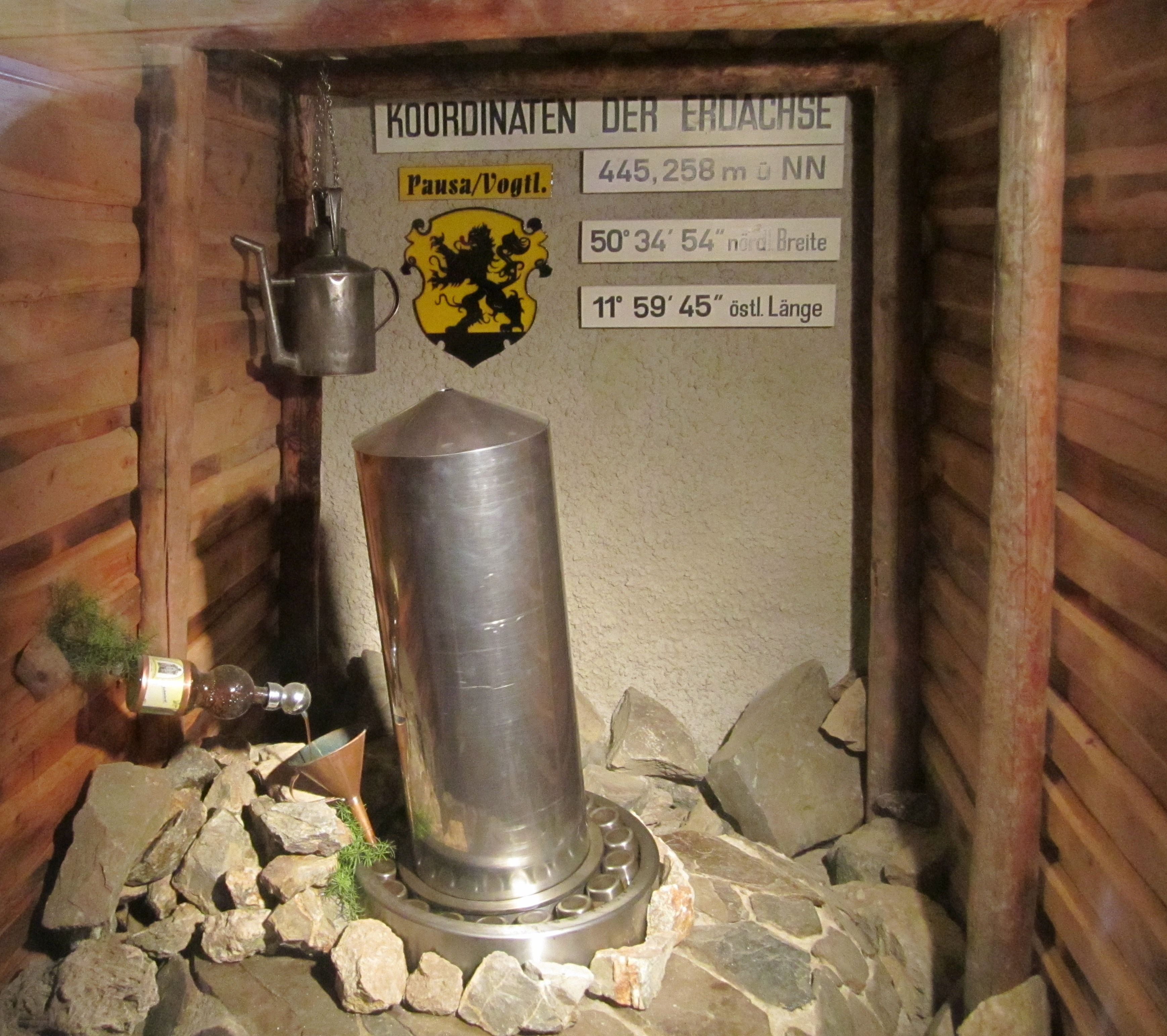
Die Erdachse in Pausa

Die Aussage, am Mittelpunkt der Erde zu liegen, entstand in Abwandlung der Tatsache, dass Pausa relativ genau in der Mitte des ursprünglichen Vogtlandes liegt. Ende des 18. Jahrhunderts begann die „Vermarktung“ dieser Eigenschaft, nachdem aus Pausa ab 1850 für einige Jahrzehnte Bad Pausa wurde; die entsprechenden Mineralwasserquellen wurden bereits im 15. Jahrhundert nachgewiesen. Der genaue Ort des Mittelpunkts, und damit des Austrittpunktes der Erdachse, änderte sich im Laufe der Zeit: Ein auf dem Markt stehender Wasserkasten, ein Deckel und eine Messingkugel in der Diele im Boden von örtlichen Wirtshäusern. Heute ist die Erdachse im Keller des Rathauses gegen Entgelt zu besichtigen und kann dort auch geschmiert werden. Die Vermarktung erfolgt auch, indem „Erdachsenschmieröl“ (ein Kräuterlikör) verkauft wird und der Vorgang von der Erdachsendeckelscharnierschmiernippel-Kommission zu Pausa e. V. überwacht wird.
Das Wahrzeichen des Ortes symbolisiert – erstmals 1934 – auch eine auf dem Rathausdach montierte Weltkugel, heute mit einem Durchmesser von 3 Metern und einem Gewicht von 1,2 Tonnen. Das Modell wird nachts beleuchtet und rotiert (allerdings gegen den Rotationssinn der Erdkugel, da sonst der Schriftzug „Pausa – Mittelpunkt der Erde“ nicht lesbar wäre).
Die Bezeichnung Mittelpunkt der Erde reklamiert auch Bernstadt auf dem Eigen bei Görlitz für sich.